# اچ‌ام‌سی‌اس اسنوبری (کی۱۶۶)
اچ‌ام‌سی‌اس اسنوبری (کی۱۶۶) (به انگلیسی: HMCS Snowberry (K166)) یک کشتی است که طول آن ۲۰۵ فوت (۶۲٫۴۸ متر) می‌باشد. این کشتی در سال ۱۹۴۰ ساخته شد.